# Llista de Creus de Sant Jordi/1985/Entitats

#### Entitats
Informació actualitzada per un bot. Els canvis manuals es perdran quan s'actualitzi!
| Entitat                                         | Wikidata  | Descripció                   | Imatge |
| ----------------------------------------------- | --------- | ---------------------------- | ------ |
| Teatre Lliure                                   | Q2713554  | teatre a Barcelona           |        |
| Cambra de Comerç de Terrassa                    | Q5553250  | cambra de comerç             |        |
| Casal de Catalunya de Buenos Aires              | Q5755704  |                              |        |
| Editorial Selecta                               | Q11918026 | empresa editorial            |        |
| Fundació Jaume Bofill                           | Q11923265 | Fundació privada             |        |
| Institut Catòlic d'Estudis Socials de Barcelona | Q11926716 |                              |        |
| Institut Tècnic Eulàlia                         | Q11926727 | escola a Barcelona, a Sarrià |        |
| Rafael Dalmau (Editor)                          | Q17300809 | empresa editorial            |        |
| Hospitalitat de la Mare de Déu de Lourdes       | Q20100726 |                              |        |